# Pontiac Tempest
Pontiac Tempest — серия автомобилей, выпускавшихся с 1960 по 1970 и с 1987 по 1991 год подразделением Pontiac компании General Motors.

## Первое поколение (1961—1963)
Первое поколение Pontiac Tempest было представлено в 1960 году. Автомобиль был разработан в рамках сотрудничества концерна General Motors с подразделениями Buick, Chevrolet и Oldsmobile. Таким образом, модельный ряд Pontiac был значительно расширен.
Кузов имел многочисленные овальные и арочные формы. Радиаторная решётка имеет овальную двухсекционную форму.

### Super Duty
Super Duty является модернизацией первого поколения Tempest. Изменения коснулись радиаторной решётки, бамперов и освещения.

### Галерея
- 1961 Pontiac Tempest
- 1962 Pontiac Tempest
- 1962 Pontiac Tempest Custom
- Моторный отсек
- 1962 Pontiac Tempest

## Второе поколение (1964—1967)
Второе поколение Pontiac Tempest было представлено в 1964 году. Автомобиль претерпел обширную модернизацию: он получил утончённый кузов с продолговатым багажником и двойными фарами. В 1966 году автомобиль прошёл рестайлинг.

### Галерея
- 1965 Pontiac Tempest LeMans
- 1964 Pontiac Tempest Custom Safari
- 1965 Pontiac Tempest Custom
- 1965 Pontiac Tempest Custom Safari
- 1966 Pontiac Tempest

## Третье поколение (1968—1970)
Третье поколение Pontiac Tempest было представлено в декабре 1967 года. Как и предшественник, автомобиль разработан на платформе A-body.

### Tempest Custom S
Pontiac Tempest Custom S выпускался в 1969 году. Первоначально автомобиль назывался «Pontiac TC».

## Четвёртое поколение (1987—1991)
Начиная с 1987 модельного года, автомобиль Pontiac Tempest являлся ребеджингом Chevrolet Corsica на платформе L-body. Сборка автомобиля была организована в Уилмингтоне. Автомобиль поставлялся только в Канаду, Израиль и Совет сотрудничества арабских государств Персидского залива. В 1991 году его преемником стал седан Grand Am.